# Theodor-Heuss-Straße (Stuttgart)
Die Theodor-Heuss-Straße in der Stuttgarter Innenstadt verläuft als Teil der Bundesstraße 27a zwischen dem Rotebühlplatz und dem Friedrichsbau, wo sie in die Friedrichstraße übergeht. Benannt ist sie seit 1963 nach dem ersten Bundespräsidenten Theodor Heuss, vorher hieß sie seit dem 16. Jahrhundert Rote Straße.

## Geschichte
Die Straße entstand bei der Anlage der Oberen Vorstadt unter Graf Ulrich dem Vielgeliebten ab etwa 1455. Sie wird als Rothe Gasse erstmals 1536 erwähnt und trug bis nach dem Zweiten Weltkrieg die Bezeichnung Rote Straße. Die Straße war bis ins 19. Jahrhundert eine Wohnstraße und entwickelte sich erst im Lauf des 20. Jahrhunderts zu einer Geschäftsstraße.
Die Straße wurde in ihrem heutigen Verlauf erst nach 1948 angelegt, sie folgt jedoch den Verläufen der ehemaligen Friedrichstraße und der Roten Straße. Die großen Kriegszerstörungen boten den Stadtplanern 1948 die Möglichkeit, eine Prachtstraße nach dem Vorbild des Berliner Kurfürstendamms zu entwerfen, wobei die Verbreiterung und Begradigung der Roten Straße bereits 1930 begonnen hatte und auch zur Zeit des Nationalsozialismus mit teils gigantomanischen Plänen fortgetrieben worden war. Nach den ersten größeren Flächenbombardements sahen NS-Stadtplaner die Chance, die Rote Straße auf eine Breite von 80 oder 90 Metern zu verbreitern und sie auf das Gauforum am Rotebühlplatz zulaufen zu lassen. Die ersten Nachkriegs-Planungen sahen dagegen nur noch eine 55 Meter breite Straße mit sieben quergestellten Hochhäusern vor, doch die Pläne führten zu Protesten in der Bürgerschaft. 1950 wurde die Straßenbreite in den Planungen nur noch mit 48 Metern veranschlagt und schließlich so ausgeführt. Ihren heutigen Namen erhielt die Straße im Dezember 1963, wenige Tage nach dem Tod des Namensgebers Theodor Heuss.
Die Straße hatte bis vor wenigen Jahren noch den Charakter einer begrünten Stadtautobahn. Das um 1955 beim Bau der Straße prognostizierte Verkehrsaufkommen wurde jedoch auch im Jahre 2002 nicht erreicht, so dass die Theodor-Heuss-Straße auf zwei Spuren zurückgebaut wurde. An den Seiten wurden die Gehsteige verbreitert und Radwege angelegt, außerdem besteht nun ein Längsparkstreifen.
Mit der Umgestaltung verwandelte sich die Straße in eine Partymeile. Zwischen Kienestraße und Rotebühlplatz sind hier mittlerweile zahlreiche Clubs, Lounges und Restaurants zu finden. Der sogenannte Palast der Republik ist ein Treffpunkt am Beginn der Lautenschlagerstraße.
Als kulturelle Einrichtungen sind an der Theodor-Heuss-Straße der TREFFPUNKT Rotebühlplatz (Volkshochschule, Musikschule) und das Forum Theater Stuttgart gGmbH anzutreffen. Das Friedrichsbau Varieté musste einen neuen Standort finden. Andererseits zog 2016 das Polizeirevier 1 in die Theodor-Heuss-Straße 11. Aus verschiedenen Erwägungen heraus (Sicherheit der Partygänger, Kontrolle der Autoposer) wurde für die Nacht ein Tempolimit auf 30 km/h festgelegt.
Unter der Straße verläuft die S-Bahn, der Haltepunkt Stuttgart Stadtmitte hat die beiden Ausgänge Büchsenstraße und Rotebühlplatz.